# Roman Kumłyk

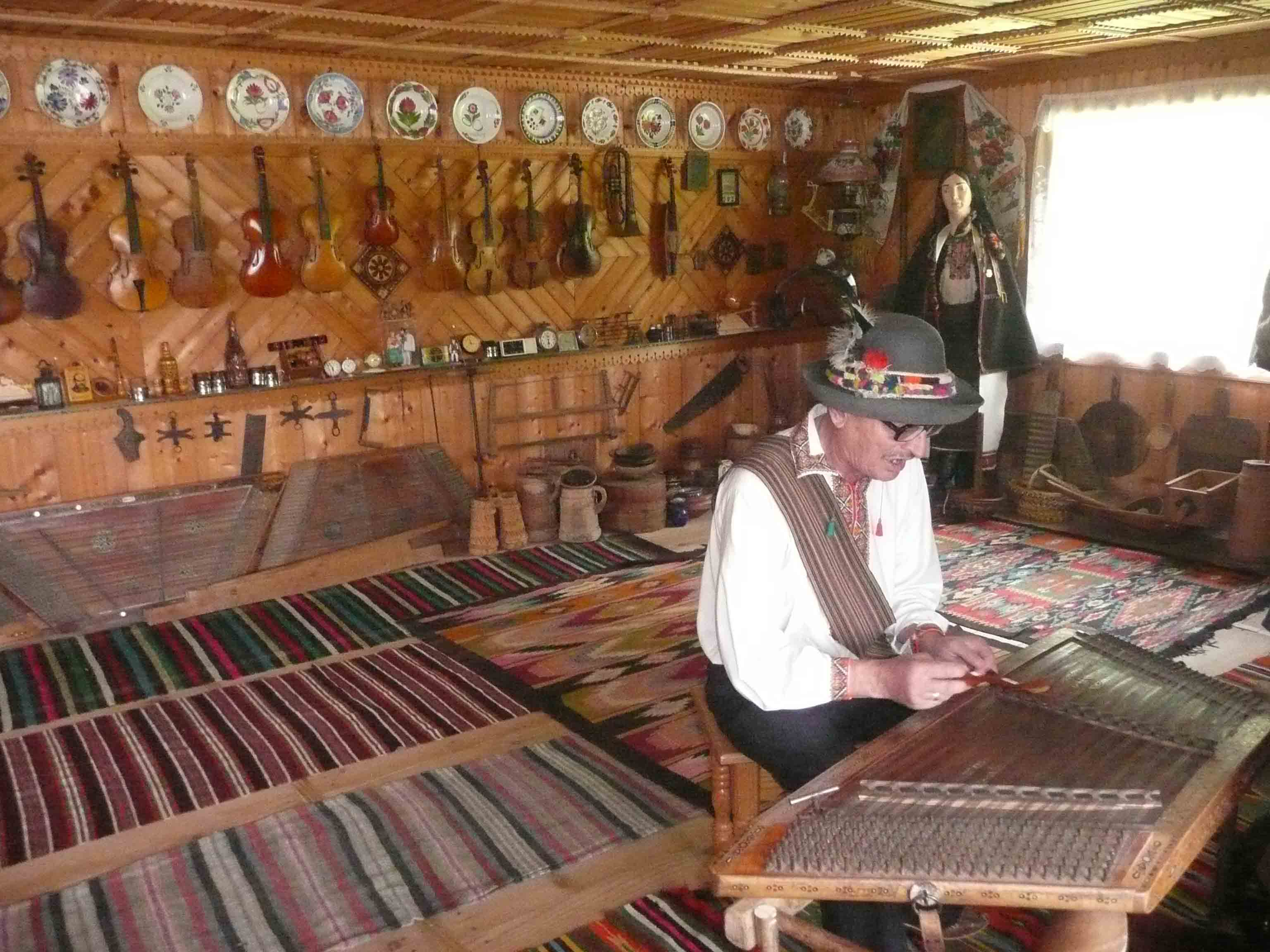
Roman Kumłyk w swoim muzeum

Roman Kumłyk (ur. 4 grudnia 1948 w Jasienowie Górnym, zm. 22 stycznia 2014 w Wierchowynie) – huculski muzykant (skrzypek wirtuoz, multiinstrumentalista), poeta, twórca i kierownik zespołu Czeremosz, założyciel Muzeum Huculskich Instrumentów i Huculszczyzny w Wierchowynie, zasłużony dla rozwoju kultury Ukrainy, członek Karpackiego Towarzystwa Naukowego w Warszawie.

## Biografia
Rodzice Romana Kumłyka ucierpieli w czasie represji stalinowskich: ojciec zmarł w 1949 roku, matkę zesłano w latach 50. do obozu pracy przymusowej na Syberię (Mordowia), tak więc chłopiec do 19. roku życia mieszkał u bezdzietnej siostry matki.
Od wczesnego dzieciństwa studiował muzykę. Pierwszym nauczycielem był jego wuj – dzięki niemu zaczął grać na skrzypcach. Gdy ta wiadomość dotarła do jego matki, przebywającej w Chabarowsku, otrzymał od niej pocztą skrzypce. Już we wczesnym dzieciństwie Roman grał na weselach i innych uroczystościach, w pierwszej klasie debiutował jako skrzypek na scenie regionalnej.

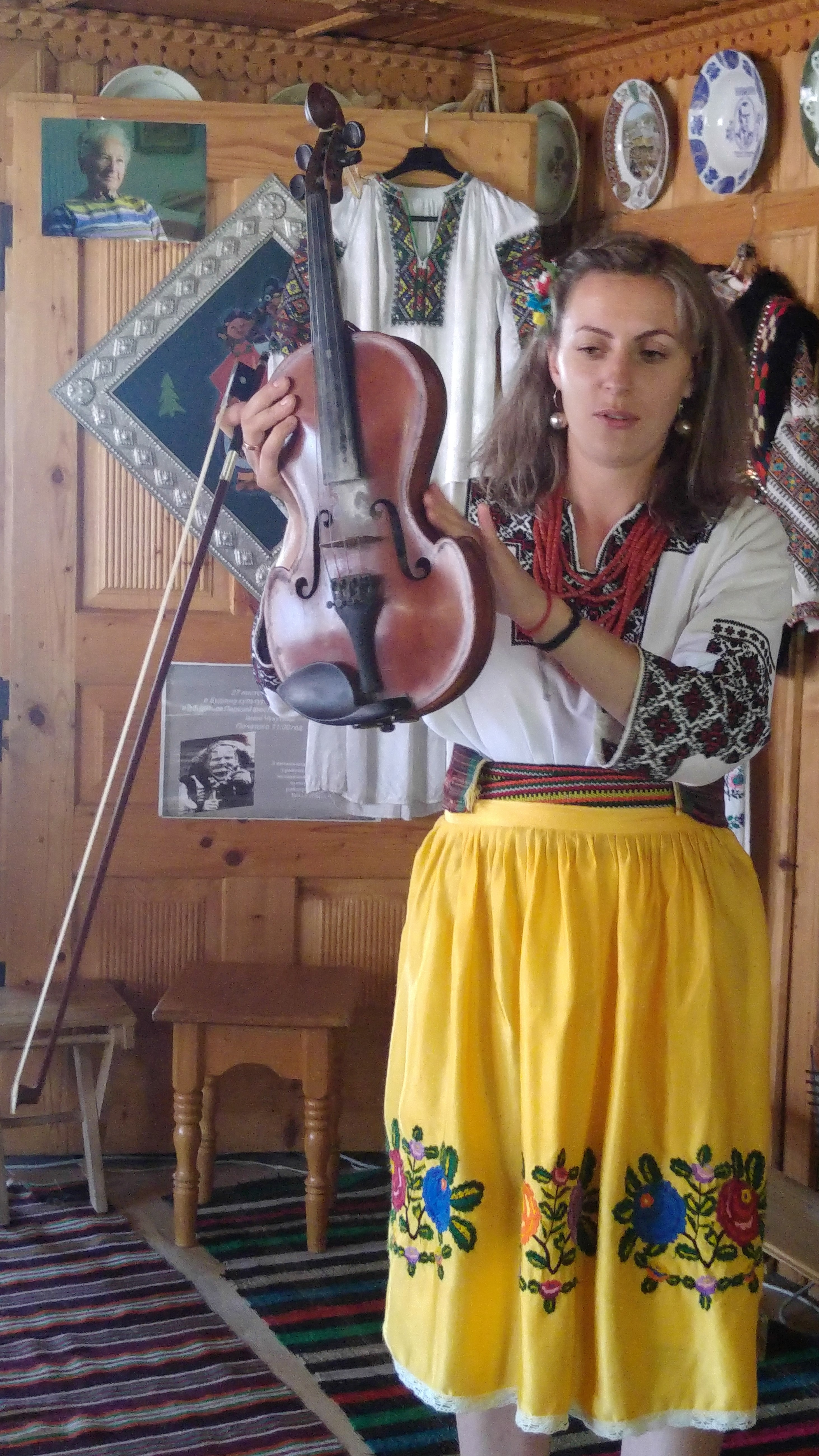
Córka Romana Kumłyka, Natalia, w muzeum jego imienia

W 1968 roku przeniósł się z matką na Krym, gdzie rozpoczął naukę w szkole muzycznej, również przez 13 lat grając na skrzypcach. Przez 4 lata pracował jako muzyk w kasynie oficerskim Domu Ministerstwa Kultury, tańczył także w zespole folklorystycznym. Na Krymie skończył także szkołę marynarską, jednak nie wypłynął na morze za sprawą emocjonalnych sprzeciwów matki.
W 1976 roku, gdy matce pozwolono osiedlić się w rodzinnych stronach, przenieśli się do Wierchowyny, gdzie kupili ziemię i dom. Roman wstąpił do szkoły muzycznej, prowadził równolegle amatorską orkiestrę huculską i 2 lata pracował w Iwano-Frankowsku w Filharmonii jako skrzypek I kategorii. Otrzymał tytuł honorowy Honorowego Pracownika Kultury ukraińskiej SRR. Przez kilkanaście lat prowadził 13-osobową orkiestrę przy spółdzielni handlowej w Żabiem (dziś: Wierchowyna), a także przez ponad 25 lat kapelę weselną. W 1991 przy Rejonowym Domu Kultury w Wierchowynie założył kapelę „Czeremosz”. Zbierał muzyczny repertuar regionu Huculszczyzny oraz w Rumunii.
W latach 1992–2007 pracował w Polsce na zlecenie Uniwersytetu w Lublinie. W tym czasie dał ponad 2000 koncertów, pracował ze swoim zespołem w Warszawie, Lublinie i Filharmonii Wrocławskiej, był zaangażowany w nauczanie, edukując o pieśniach i muzyce ukraińskiej, ucząc tańców. Współpracował z Radiowym Centrum Kultury Ludowej, Ośrodkiem Praktyk Teatralnych „Gardzienice”, Filharmonią Warszawską i Filharmonią Lubelską.
Umiał grać na ponad 35 instrumentach (m.in. dudy, cymbały, skrzypce, trembita, róg, fujarka, okaryna, drymba, lira korbowa). W 2006 roku ze swoją kapelą Czeremosz oraz Orkiestrą pw. św. Mikołaja nagrał płytę Huculskie Muzyki, która została uznana za jedną z najważniejszych płyt folkowych i zdobyła nagrodę folkowej płyty roku 2006 w plebiscycie „Wirtualne Gęśle”.
W 2006 roku wziął udział wraz ze swoją kapelą w pierwszym zorganizowanym w Polsce Festiwalu Huculskim „Za głosem trembity” (Kraków, organizator: Stowarzyszenie Wschodnia Perspektywa), w 2007 roku podczas obchodów Dni Huculskich w Krakowie, w 2008 roku podczas drugiego Festiwalu Huculskiego im. Stanisława Vincenza (Kraków, organizator: Fundacja ARTica).
Ożenił się w 1982 roku, miał dwie córki. W 1998 roku, po 25 latach zbierania obiektów, założył Muzeum Instrumentów Huculskich, gromadzące instrumenty z regionu i inne obiekty z etnografii Huculszczyzny. Muzeum po jego śmierci zostało nazwane jego imieniem, a prowadzi je rodzina (m.in. żona i córka Natalia, która prowadzi pokazy gry na instrumentach huculskich).
Pochowany został w Jasieniowie Górnym.

## Galeria

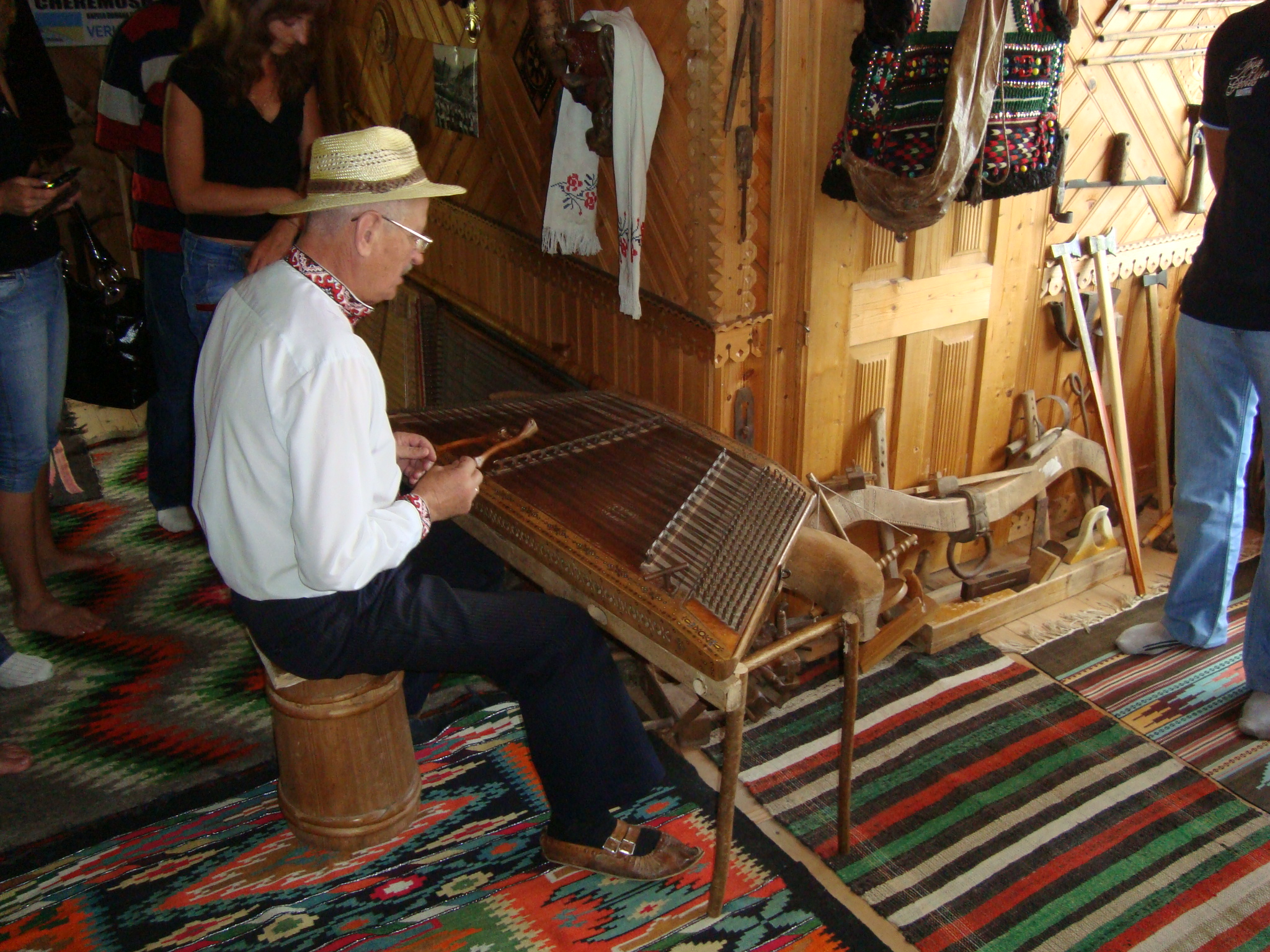
Roman Kumłyk grający na cymbałach huculskich
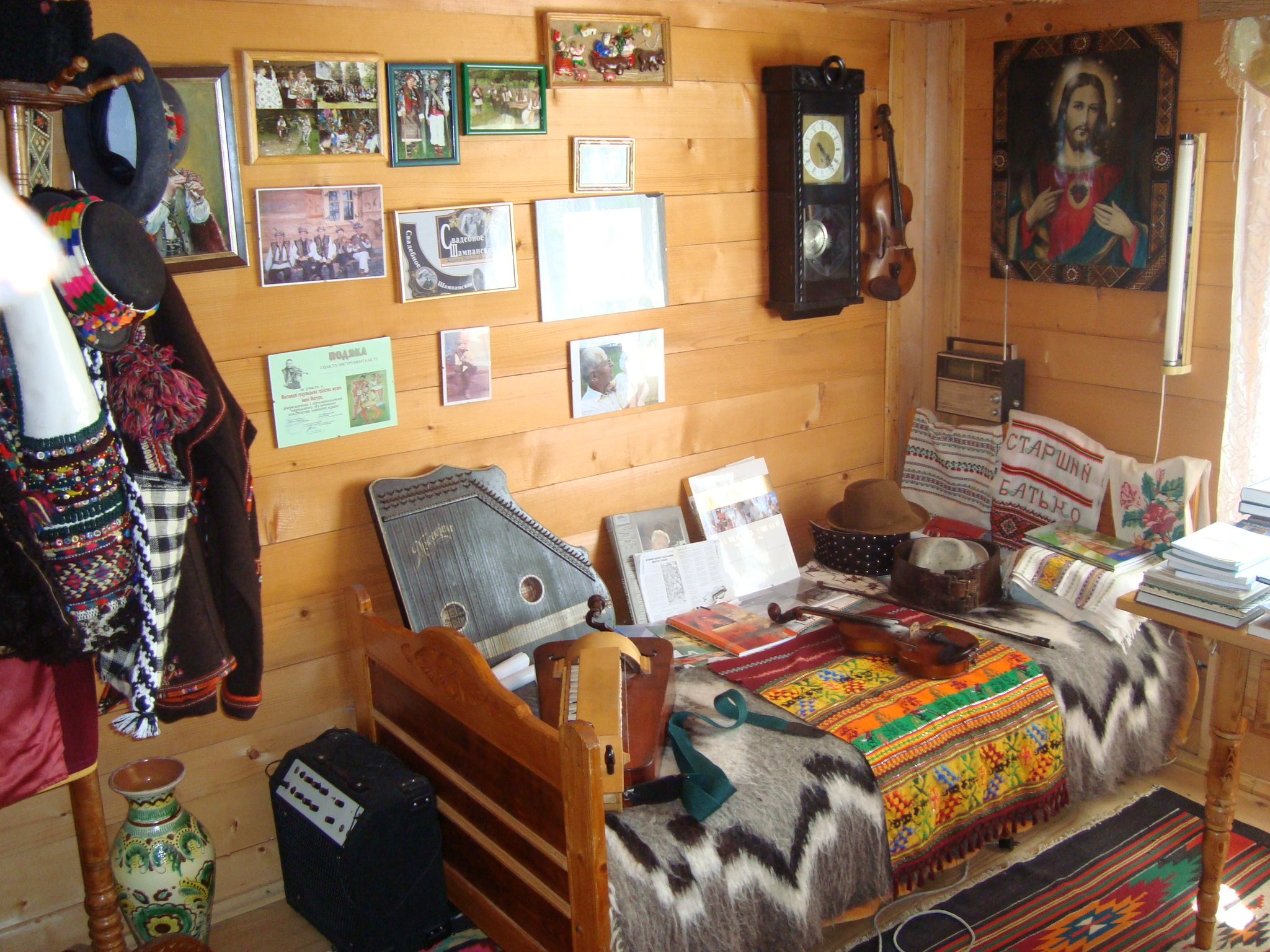
Wnętrze izby w Muzeum Instrumentów Huculskich im. R.Kumłyka
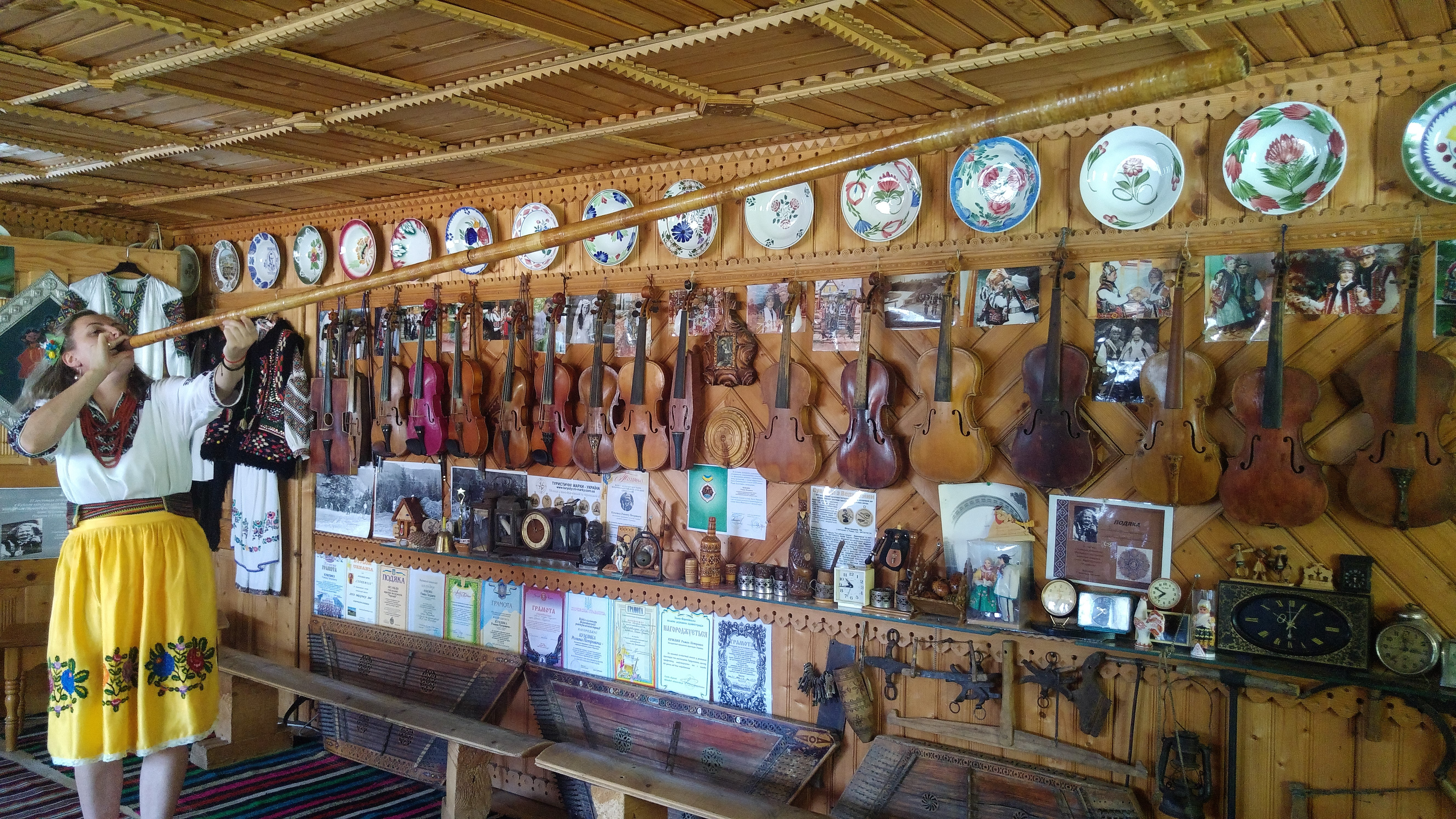
Córka Romana Kumłyka, Natalia, prezentuje grę na trombicie huculskiej
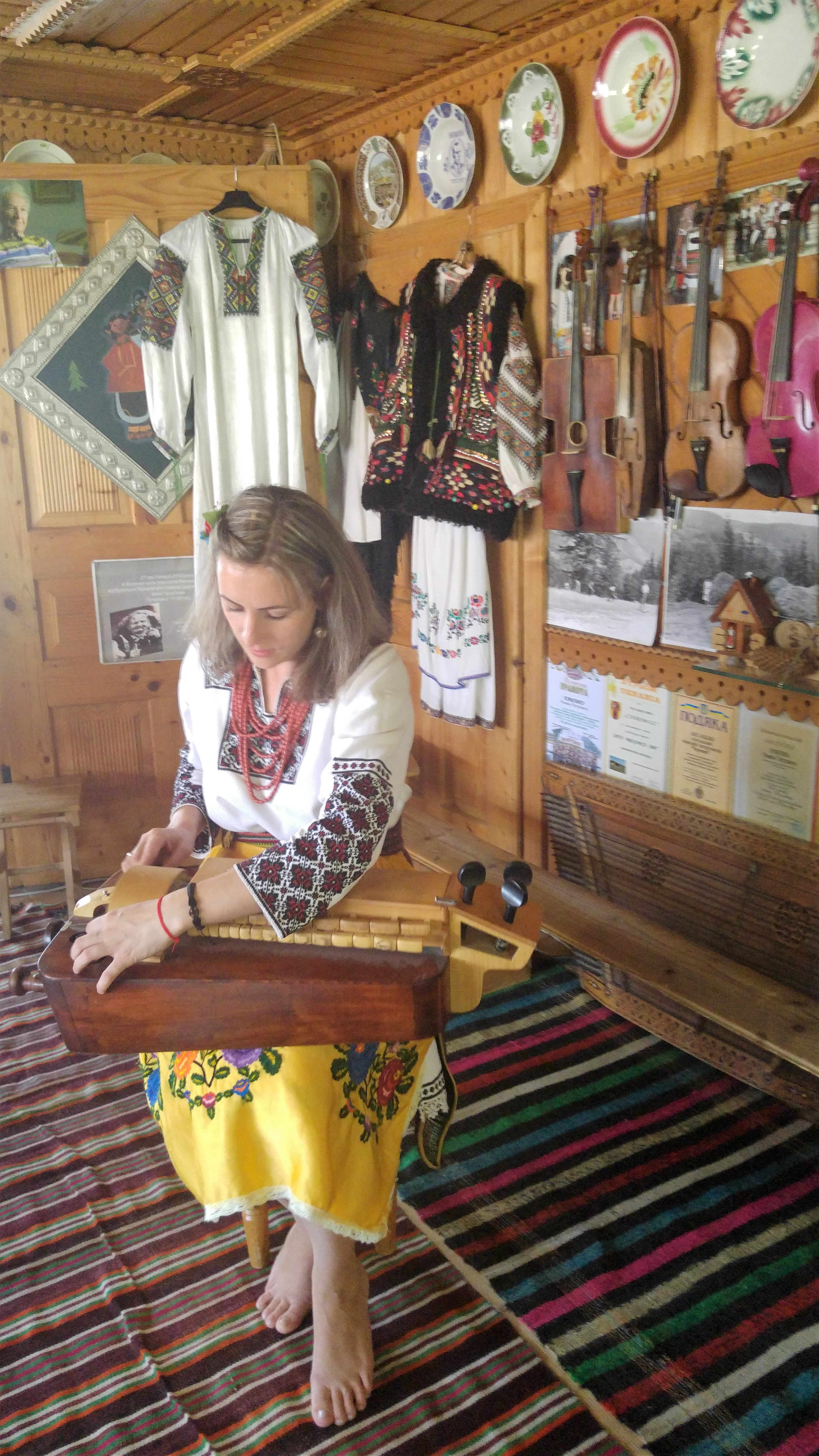
Pokaz gry na lirze korbowej w Muzeum im. R.Kumłyka w Wierchowynie